# Julio Fírmico Materno
Julio Fírmico Materno (en latín, Iulius Firmicus Maternus; n. Siracusa, comienzos del siglo IV) fue un escritor y astrólogo romano de época tardoimperial, finalmente convertido en apologista cristiano.

## Biografía
Nació a comienzos del siglo IV en Siracusa. Fue senador romano y por un tiempo abogado, pero abandonó la profesión a causa de los enemigos que le acarreaba y para dedicarse a los estudios humanísticos. Escribió Matheseos libri VIII y casi diez años después, convertido al cristianismo, el De errore profanarum religionum.

## Obra
Los Matheseos libri octo fueron escritos entre el 335 y el 337, según Mommsen, con el título De Nativitatibus sive Matheseos libri VIII, y fueron dedicados al gobernador de la Campania, Lolliano Mavorcio. Constituye el más vasto tratado de astrología de la Antigüedad, fruto de experiencias y estudios en el saber del neoplatonismo.
El primer libro resulta interesante en cuanto que, a diferencia de los otros siete, de contenido exclusivamente técnico, contiene una verdadera y propia apología moral de la astrología, ciencia caída en sospecha y recelo inevitablemente para los cristianos, pero ampliamente practicada en el tiempo del autor por influjo de la especulación neoplatónica. Afirma que la influencia de los astros se ejercita sobre la parte divina del alma humana y que sólo un alma pura y libre de todos los pecados puede apoyarse en la astrología, disciplina que pone en constante contacto con la divinidad.
Se demuestra por la importancia de los astros en determinar la vida humana y la súplica de la historia del mundo hasta la edad de Saturno a la luz de tal principio. Y los restantes libros esparcen diversas nociones técnicas relativas a la materia, con un estilo compilativo que sin embargo rinde cuentas como síntesis de una larga tradición precedente. Separándose del paganismo con  su obra apologética De errore profanarum religionum, escrita entre el año 346 y el 350.
La tradición del texto se reduce a un único testimonio: un códice Vaticano-Palatino del siglo XI acéfalo (falto del principio): la parte restante comienza reseñando los cultos naturalistas a los elementos y demostrando su absurdo. Considera después que los cultos de origen oriental que eran antaño más practicados fueron asumidos por los paganos: los Misterios de Isis, Cibeles, Mitra, el culto de los Coribantes, de Adonis y otros. Aplica los principios de Evémero de Mesene para demostrar que todas esas divinidades no son otra cosa que hombres ensalzados después de su muerte hasta alcanzar honores celestiales y de cuyos pecados los hombres se sirvieron para justificar los propios.
Con algunas fantasías etimológicas (por ejemplo, Serapis es hecho derivar de Σάρρας παίς, "el hijo de Sara", esto es, José) intenta explicar los orígenes de algunos seres a partir de textos bíblicos. En los capítulos siguientes ofrece noticia de las frases y fórmulas usadas en los códices usados en las religiones mistéricas vinculándolas a las fórmulas bíblicas.
La lengua del autor aspira a la pureza del clasicismo, pero no se sustrae a incluir vocablos de su época, abusando bastante de la expresión retórica, el énfasis y las incursiones en la prosa poética. El uso de cláusulas métricas lo vincula a la tradición oratoria ciceroniana. El estilo de la obra reclama ser vecino del de los africanos Tertuliano y Arnobio, y recurre voluntariamente a la irrisión y el sarcasmo. 
En sus obras resalta el fanatismo casi feroz con que el autor exhorta a los emperadores Constante y Constancio II a perseguir sin piedad a los secuaces de los paganismos orientales y mistéricos, a los que tacha de degenerados e irracionales, recuperándose de cierta forma el desprecio que tuvieron los senadores en tiempos de la República a la helenización de la religión y cultura romanas, siendo Quinto Fabio Máximo el más notorio en contra de la helenización, mientras que los mayores defensores de esta fueron los miembros de la Gens Cornelia. Se deduce de su obra cuál debía ser el estado de ánimo en muchos cristianos, particularmente los neófitos, en el breve tiempo entre las sangrientas persecuciones de Diocleciano y el Edicto de Milán.
Hoy su obra apologética es considerada de particular interés para la historia de las religiones, ofreciendo material de primera mano y plausible sobre los cultos mistéricos practicados en Sicilia en época tardoimperial.

## Eponimia
- El cráter lunar Firmicus lleva este nombre en su memoria.